# ماسيتينتان
ماسيتينتان( Macitentan)، الذي يباع تحت الإسم التجاري أوبسوميت(Opsumit )، هو دواء يوصف لعلاج ارتفاع ضغط الدم الشرياني الرئوي (PAH).  و يمكن استخدامه بمفرده أو مع مثبطات PDE5 أو البروستانويدات.  و يؤخذ عن طريق الفم. 
تشمل الآثار الجانبية الشائعة لهذا العلاج على: انخفاض خلايا الدم الحمراء و الصداع و التهاب الحلق.  و تشمل الآثار الجانبية الأخرى مشاكل الكبد و العقم و الوذمة الرئوية.  أما استخدامه في الحمل قد يضر الجنين.  و هو مضاد لمستقبلات الإندوثيلين (ERA) الذي يساعد على توسيع الشرايين في الرئتين. 
تمت الموافقة على استخدام ماسيتنتان طبيًا في الولايات المتحدة و أوروبا في عام 2013.   تمت الموافقة على الإصدار المكافىء في عام 2021.  في المملكة المتحدة، يكلف شهر العلاج هيئة الخدمات الصحية الوطنية حوالي 2300 جنيه إسترليني اعتبارًا من عام 2021.  في الولايات المتحدة يكلف هذا المقدار حوالي 11000 دولار أمريكي. 